# Euphorbia adenoptera
Euphorbia adenoptera es una especie fanerógama perteneciente a la familia Euphorbiaceae. Es originaria de México hasta América tropical.

## Taxonomía
Euphorbia adenoptera fue descrita por Antonio Bertoloni y publicado en Miscellanea Botanica 3: 20. 1844.
Etimología
Euphorbia: nombre genérico que deriva del médico griego del rey Juba II de Mauritania (52 a 50 a. C. - 23), Euphorbus, en su honor – o en alusión a su gran vientre –  ya que usaba médicamente Euphorbia resinifera. En 1753 Carlos Linneo asignó el nombre a todo el género.
adenoptera: epíteto latino que significa "con alas glandulares".
Sinonimia
- Chamaesyce adenoptera (Bertol.) Small	[4][5]